# Dariusz Grzesik
Dariusz Grzesik (Tychy, 10 januari 1966) is een voormalig profvoetballer uit Polen. Hij speelde als middenvelder en sloot zijn carrière in 2005 af bij GKS 71 Tychy.

## Interlandcarrière
Grzesik kwam in totaal drie keer uit voor de nationale ploeg van Polen in de periode 1990–1993. Hij maakte zijn debuut op 19 december 1990 in de vriendschappelijke uitwedstrijd tegen Griekenland (1-2), net als Tomasz Cebula, Kazimierz Sidorczuk en Andrzej Lesiak. Hij viel in dat duel na 82 minuten in voor collega-debutant Cebula. Zijn derde en laatste interland speelde hij als invaller op 31 maart 1993 in de vriendschappelijke thuiswedstrijd tegen Litouwen (1-1).

## Erelijst
GKS Katowice
- Pools bekerwinnaar

1991, 1993
- Poolse Supercup

1991
 Ruch Chorzów
- Pools bekerwinnaar

1996